# Parlamentswahl in Mazedonien 2016
Die Parlamentswahl in Mazedonien 2016 fand am 11. Dezember statt. Die Parlamentswahl war ursprünglich für Frühling bzw. Sommer 2016 vorgesehen, die Abgeordneten der regierenden VMRO-DPMNE verschoben die Parlamentswahl in einer Dringlichkeitssitzung im Mai 2016 jedoch, da die oppositionelle Widerstandsbewegung der Regierung Wahlfälschung und Manipulation vorwarf. Die Wahlbeteiligung betrug 66 %.

## Ausgangslage
Bei der Parlamentswahl 2014 erreichte die nationalkonservative VMRO-DPMNE die absolute Mehrheit der Parlamentssitze, woraufhin Nikola Gruevski zum Ministerpräsidenten gewählt wurde.
2015 warf die SDSM Ministerpräsident Gruevski vor, dass etwa 20.000 Menschen (vor allem unbeliebte Politiker und Journalisten) abgehört worden waren. Darüber hinaus verbreitete sich der Vorwurf, dass die VMRO-DPMNE Korruption groß angelegt hatte und politische Gegner ausschalten wollte. Daneben wurde Präsident Gjorge Ivanov vorgeworfen, mutwillig über 50 in den Abhörskandal verstrickte Personen per Amnestie freigesprochen zu haben. Die Vorwürfe weiteten sich zu Anti-Regierungs-Protesten aus, die „Bunte Revolution“ genannt werden. Im Januar 2016 trat Nikola Gruevski vom Amt des Ministerpräsidenten zurück, woraufhin Emil Dimitriev (VMRO-DPMNE) zum Nachfolger wurde. Einige Oppositionsparteien gaben bekannt, die Parlamentsarbeit als Zeichen gegen die Regierung vorübergehend ruhen zu lassen. Neben den USA sahen auch weitere hochrangigen Vermittlungsmissionen und die EU im Sommer 2016 die Situation für eine ordentliche Parlamentswahl nicht gegeben. Die Parlamentsmehrheit der VMRO-DPMNE stimmte im Mai 2016 dafür, die für den 5. Juni vorgesehene Parlamentswahl auf unbestimmt zu verschieben.

## Ergebnis
| Partei                | Ergebnis | Absolute Stimmen | Sitzanzahl |
| --------------------- | -------- | ---------------- | ---------- |
| VMRO-DPMNE            | 37,98 %  | 449.021          | 51         |
| SDSM                  | 36,72 %  | 434.032          | 49         |
| BDI (DUI)             | 7,26 %   | 85.771           | 10         |
| BESA                  | 4,90 %   | 57.896           | 5          |
| Alijansa za Albancite | 2,97 %   | 35.118           | 3          |
| PDSH (DPA)            | 2,62 %   | 30.947           | 2          |
| VMRO za Makedonija    | 2,06 %   | 24.327           | 0          |
| LEVICA                | 1,03 %   | 12.120           | 0          |
| KPP (Dritter Block)   | 0,85 %   | 10.017           | 0          |
| LP                    | 0,32 %   | 3.831            | 0          |

Quelle des Wahlergebnis:

## Folgen
Die bisher regierende nationalkonservative VMRO-DPMNE blieb zwar stärkste Kraft, verlor jedoch – trotz der ihr nachgesagten Wahlfälschung – etwa 10 % und damit auch die absolute Mehrheit. Die bisher oppositionelle sozialdemokratische Partei SDSM sprang auf den zweiten Platz und konnte die Parlamentswahl gewinnen. Die anderen Parteien erreichten ein weit abgeschlagenes Ergebnis, hinter den beiden großen Parteien.
Die VMRO-DPMNE verhinderte nach der Wahl monatelang, dass die SDSM den Auftrag zur Bildung einer Regierung bekommt, was dazu führte, dass keine Regierung gebildet werden konnte. Im Sommer 2017 wählte das Parlament schließlich doch Zoran Zaev (SDSM) zum Ministerpräsidenten. Die Sozialdemokraten einigten sich auf eine Regierungskoalition mit zwei albanischen Minderheitsparteien.